# Emskirchen
Emskirchen er en købstad (markt) i den mittelfrankiske Landkreis Neustadt an der Aisch-Bad Windsheim i den tyske delstat Bayern.

## Geografi
Byen ligger ved floden Aurach, der er en biflod til Regnitz.
Nabokommuner er (med uret, fra nord):
| - Gerhardshofen - Oberreichenbach - Wilhelmsdorf - Aurachtal - Herzogenaurach - Puschendorf | - Langenzenn - Hagenbüchach - Wilhermsdorf - Markt Erlbach - Neustadt an der Aisch - Diespeck |

I kommunen ligger ud over Emskirchen 30 landsbyer og bebyggelser:
| - Altschauerberg - Borbath - Bottenbach - Brunn - Buchklingen - Dürrnbuch - Eckenberg | - Elgersdorf - Fallmeisterei - Finkenmühle - Flugshof - Grieshof - Gunzendorf - Hohholz - Kaltenneuses | - Leitsmühle - Mausdorf - Neidhardswinden - Neuschauerberg - Oberniederndorf - Pirkach - Plankstatt - Prackenhof | - Rennhofen - Riedelhof - Schneemühle - Sixtmühle - Tanzenhaid - Weihermühle - Wulkersdorf |

## Historie
Emskirchen nævnes første gang i 1156, da biskop Gebhardt von Würzburg overdrog godset og sognet Empichiskirchen til Kloster Münchaurach.
Emskirchen levede godt af sin beliggenhed ved handelsruten Nürnberg–Frankfurt.
I 1623 blev der oprettet en poststation på denne rute. Efter Trediveårskrigen slog mange hugenotter sig ned i området.
1865 åbenede banegården i Emskirchen.
Efter 2. verdenskrig var der i Emskirchen en stor tilstrømning af flygtninge, der hovedsageligt var katolske; dette medførte at man i byggede en katolsk kirke, der blev indviet i 1958.

### Rundfunkmuseum Schloss Brunn
Radiomuseet Rundfunkmuseum Schloss Brunn blev åbnet 28. Juni 1992 i Schloss Brunn, der i 1753 blev bygget af Greve Pückler-Limpurg.

### Borgruiner
Borgruiner fra det 14. århundrede ligger ovenfor landsbyen Altschauerberg i Buchenwald. I folkemunde kaldes ruinen „Eppala“, da den ifølge en legende tilhørte røverridderen Eppelein von Gailingen. Borgen blev i det 16. århundrede forladt og omdannet til stenbrud for de nærliggende bebyggelser. Der er dog flere mure, der er bevarede, og man ser stadig grundridset af de tidligere bygninger. Ruinen er Emskirchens festplads, og der holdes hvert år i pinsen en fest, der kaldes Rangau-Waldfest.

## Venskabsbyer
Emskirchen er venskabsby med Roquebilliere i Frankrig.